# Galactia suberecta
Galactia suberecta är en ärtväxtart som beskrevs av Nathaniel Lord Britton. Galactia suberecta ingår i släktet Galactia och familjen ärtväxter. Inga underarter finns listade i Catalogue of Life.